# جائزة اليابان الكبرى للدراجات النارية 1990
جائزة اليابان الكبرى للدراجات النارية 1990 هو سباق دراجات نارية أقيم بتاريخ 25 مارس 1990 في حلبة سوزوكا. كان الجولة الأولى من أصل 15 في سباق الجائزة الكبرى للدراجات النارية موسم 1990. فاز الأمريكي وين ريني بفئة 500 سي سي بينما جاء الأسترالي واين غاردنر في المركز الثاني وحصل على المركز الثالث الأمريكي كيفن شوانتز.

## وصلات خارجية
- الموقع الرسمي